# Achagua
Achagua je pleme Arawaka s llanosa oko rijeke Meta u Kolumbiji i Venezueli, u državam Apure, Bolívar, Guárico i Barinas. Dolaze veoma rano u kontakt sa Španjolcima. 1535. Alonso de Herrera istražuje ovaj kraj, ali su ga ubili.
U vrijeme konkviste Achague su hodali gotovo goli. Otrovne strelice i koplja bili su im glavno oružje. Uzgoj gorke manioke, kukuruza i graha, kao i lov na divljač, zbog mesa, bile su tada najvažnije privredne aktivnosti. Pred kraj 16. stoljeća kontaktiraju ih misionari, te su već do 1630 većina okupljeni na jezuitskim misijama. Od 1661. oni ipak žive u naseljima pod kontrolom Španjolaca.
Prema Henry Rowe Schoolcraft-u nisu podnosili dlake na tijelu, žene su se svojih obrva rješavale tako da bi ih premazivale sokom 'jagua'-oraha. Nakon ovog postupka dlake na tom dijelu tijela više nikada ne bi rasle. Slični običaji bili su uobičajeni kod nestalih Argentinskih Abipona i brazilskih Munde Indijanaca. 
Achagua danas broje oko 400 duša a nastanjeni su kod Puerto Gaitana u Kolumbiji. U pravilu su trilingualni, osim achagua govore i španjolski i piapoco, srodnim jezikom porodice Arawak.

## Lokalne grupe
Achagua Indijanci bijahu sjedilačko stanovništvo. Autori N. Morey, M. E. i C.  Romero navode kako su se skupine Achagua naselile u područjima rijeka Vichada i Guaviare i ljanosima uz rijeke Casanare i Barinas i velikoj rijeci Apure. Naseliše se i uz rijeke Uvá, Iteviare i Amanaveni. Grupe Achagua naselile su se i na rio Arriari.
Ekspanzija Achagua morala je dovesti do stvaranja manjih lokalnih zajednica koje su se mogle osamostaliti, možda čak i jaka plemena kao Amarizanos, pa Catarubenes i Onocutare.
J. Rivero kaže 'La nación Achagua ha sido la más numerosa…’. N Morey navodi sljedeće ‘podgrupe’ Achagua među kojima nalazimo i imena plemena Amarizano i Quirruba. Za ove posljednje prema jezikoslovcima, mogli bi biti ogranak Avani Indijanaca, koji su pak srodni grupi Baniwa. Na Moreyevoj listi nalaze se: Amarizanos, Atarruberrenais, Atarutaquiris, Aycubarrrenais, Aycuvataqueres, Barrias, Berichen, Cajuanacenis (?),Catarubenes, Chanapes (?), Charaberrenais, Chevades, Chichaytaquiri (?), Chubacanamis, Chubuave, Churruibenes, Cuchicavas, Curicurivenis, Curruau, Duberretaquerris, Emataquiris (?), Ereretaquires (?),Guachurribenenais, Guarruberrenayos, Issirriberrenais, Juadevenuis (Guadavenis), Maguaris, Majurribitas, Manuberrenais, Marraiberrenais, Mazata, Mugirris (?),Murriberrenais, Onocutare, Pizzarva (?),Quenabenís, Quirasivenis, Quirichanies, Quiriquiripas (?), Quirrubas   (Quirrúpa, Kirrúpa, Quirruva, Chirrupe) (?),Ubabas, Ucataquerris, Univerrenais, Verraliberrenais i Yurreda.
Alonso Jiménez koji 1606. dolazi na rio Metu spominje broj od 4,000 Indiajnaca koji imaju svoje vlastite kasike (caciques) i 'kapetane’ (ratne poglavice ?).

## Privreda
Achaguas 16. I 17. stoljeća bijahu lovci, ribari i obrađivači tla. Manioka i kukuruz sigurno zauzimaju najvažnije mjesto, no uzgajali su i drugo tropsko voće i povrće, i hvatali vodozemce. Trgovine je zasigurno bilo s državama Čibča. Ašagua Indijanci su s drugim skupinama trgovali s barbascom (Piscida erythina), biljkom iz porodice Leguminoza, obično nazivana Jamaica Dogwood, raširena i je po Zapadnim Indijama, Teksasu, Meksiku i Floridi, a koristi se kao riblji otrov.

## Achagua danas
Achagua Indijanci danas su gotovo potpuno akulturirani.

## Vanjske poveznice
- Grupos Étnicos: Achagua.  Arhivirana inačica izvorne stranice od 3. svibnja 2005. (Wayback Machine)
- Exigen Renuncia De Alcaldesa Oficialista De Achaguas En Apure
- El pueblo Achagua teme por su futuro